# Tatochila argyrodice
Tatochila argyrodice is een vlinder uit de familie van de witjes (Pieridae). De wetenschappelijke naam van de soort is voor het eerst geldig gepubliceerd in 1899 door Otto Staudinger.